# Hong Kong Sevens
Das Hong Kong Sevens (aus Sponsoringgründen auch HSBC/Cathay Pacific Hong Kong Sevens genannt) ist das bekannteste Turnier im Rahmen der World Rugby Sevens Series, einer Reihe von Wettbewerben im 7er-Rugby. Es wird jährlich am letzten Wochenende im März in Hongkong ausgetragen und wird von der Hong Kong Rugby Football Union (HKRFU) organisiert. Nach einer Pause in den Jahren 2020 und 2021 verursacht durch die COVID-19-Pandemie fand das Turnier im Jahr 2022 am ersten November-Wochenende statt. 
24 Nationalmannschaften spielen um den Sieg, der mit 30 Punkten für die IRB Sevens World Series belohnt wird. Bei den anderen Turnieren der Serie treten nur 16 Teams gegeneinander an und der Gewinner erhält 20 Punkte. Insgesamt wird ein Preisgeld von US $150.000 ausgezahlt. Rekordgewinner ist Fidschi mit 17 Siegen.

## Geschichte

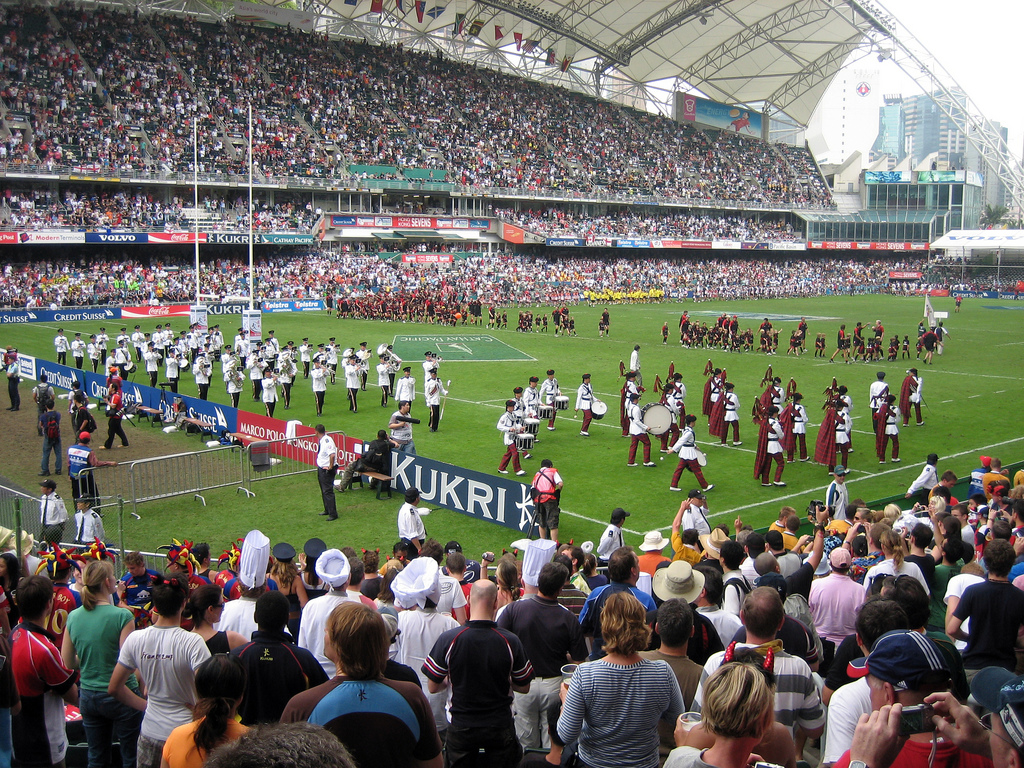
Eröffnungsfeier 2008

Das Hong Kong Sevens wurde 1976 nach einem Zusammentreffen des Präsidenten der HKRFU A.D.C. „Tokkie“ Smith und dem Geschäftsführer des Tabakkonzerns Rothmans Ian Gow ins Leben gerufen. Gows Idee war es, ein international besetztes Turnier zu gründen, das von seinem Arbeitgeber finanziert wird. Am 28. März 1976 trafen erstmals Clubs aus Südkorea, Australien, Neuseeland, Tonga, Japan, Sri Lanka, Malaysia und Fidschi im Rahmen des Wettbewerbs aufeinander. Dies war ein wichtiger Schritt für den damaligen Amateursport Rugby Union, da dieses Turnier eines der ersten mit Sponsoren war.
In den nächsten Jahren wurden die Vereinsmannschaften durch Nationalmannschaften ersetzt, was dem Hong Kong Sevens zu größerer Popularität verhalf. 1994, ein Jahr nach der Austragung der ersten 7er-Rugby-Weltmeisterschaft, wurde das Hong Kong Stadium auf 40.000 Plätze ausgebaut, um dem Publikumsandrang standhalten zu können. 1997 trug Hongkong die zweite WM aus, im selben Jahr als das Land zur Sonderverwaltungszone Chinas wurde. Mittlerweile war Rugby Union ein Profisport geworden. Im Jahr 2000 wurde die IRB Sevens World Series ins Leben gerufen und das Turnier in Hongkong war fundamentaler Bestandteil dieser Wettbewerbsserie. 2005 trug man erneut eine 7er-WM aus.

## Sieger
| - 1976: Cantabrians - 1977: Fidschi - 1978: Fidschi - 1979: Australien - 1980: Fidschi - 1981: Barbarians - 1982: Australien - 1983: Australien - 1984: Fidschi - 1985: Australien - 1986: Neuseeland | - 1987: Neuseeland - 1988: Australien - 1989: Neuseeland - 1990: Fidschi - 1991: Fidschi - 1992: Fidschi - 1993: Samoa - 1994: Neuseeland - 1995: Neuseeland - 1996: Neuseeland - 1997: Fidschi | - 1998: Fidschi - 1999: Fidschi - 2000: Neuseeland - 2001: Neuseeland - 2002: England - 2003: England - 2004: England - 2005: Fidschi - 2006: England - 2007: Samoa - 2008: Neuseeland | - 2009: Fidschi - 2010: Samoa - 2011: Neuseeland - 2012: Fidschi - 2013: Fidschi - 2014: Neuseeland - 2015: Fidschi - 2016: Fidschi - 2017: Fidschi - 2018: Fidschi - 2019: Fidschi - 2022: Australien |